# 前略おふくろ様
『前略おふくろ様』（ぜんりゃくおふくろさま）は、日本テレビ系列の金曜劇場で放送されたテレビドラマ。
第1シリーズは1975年10月17日から1976年4月9日までの放送で、料亭「分田上」が舞台、第2シリーズは1976年10月15日から1977年4月1日まで放送され、前作から1年半後の設定で舞台は料亭「川波」に移った。

## 内容
倉本聰原案による、東京の下町（深川）を舞台にした、照れ屋な板前の青年（萩原健一）と周囲の人々との触れ合いを描いた青春ドラマ。
桃井かおり、坂口良子はすでに知名度があったが、東映の大部屋俳優だった川谷拓三はこのドラマで一躍有名になり、アウトロー的な役柄を演じてきた萩原を主人公の純朴な青年に、ヤクザやプレイボーイ役を演じることの多かった梅宮辰夫を熟練の渋い板前役にキャスティングし、イメージ・チェンジに成功させたのもこのドラマである。
タイトルは萩原演じる主人公が母親宛に書き綴る手紙の冒頭（冠省）部分であり、劇中のナレーションも萩原がその手紙を読むという形になっている（このナレーションの手法は後の『北の国から』にも採用された）。倉本聰は、演技力と器用さで、ショーケンはある種の天才だった、と述懐している。倉本は依頼が日本テレビではなく、萩原健一から直接持ち込まれたと証言した。また、「主人公は尊敬する人がいると光る」として梅宮辰夫、北林谷栄、第2シリーズの八千草薫の三人を配置したとも語っている。
主人公の母親役の田中絹代は、第二シーズン放送中に本人が死去し、ドラマ内でも死去している。オープニング部分の「タイトル画」を滝田ゆうが担当している。

## 第1シリーズ

### 配役
片島三郎
演 - 萩原健一
小心で純朴な、母親思いの青年。料亭「分田上」の三番板前。山形県上山市蔵王出身で8人兄弟の末っ子。集団就職により上京し、挿入歌の「前略おふくろ」の曲のセリフからすると分田上に来るまで職場を転々としていた模様。海とははとこの関係。渡哲也と都はるみのファン。
女性によくモテる。かすみからも猛烈なアタックを受けるものの、本人はどっちつかずの態度を取る優柔不断な一面も。
秀次や政吉からは「サブ」、かすみやミツ子からは「サブちゃん」、海や利夫からは「お兄ちゃん」と呼ばれる。
村井秀次
演 - 梅宮辰夫
分田上の花板で三郎が憧れる男気溢れる人物。元ヤクザで、渡辺組の猛者連中からも一目置かれる存在。
寡黙で義理人情に厚く何事にも筋を通すため、周囲からあらぬ誤解を受けることもある。
浅田ぎん
演 - 北林谷栄
分田上の女将。昔は「深川小町」と呼ばれた美人芸者だった。生粋の江戸っ子で、口は悪いが人情には厚い。また物事の本質を見抜く確かな目を持っている。
物語中盤に心筋梗塞で倒れてからは、店の一切を秀次とミツ子に任せ、表舞台に出ることが少なくなる。
浅田ミツ子
演 - 丘みつ子
分田上の若女将。ぎんの一人娘で平吉の妻。頼りになる秀次に好意を寄せつつも、家を出て行った甲斐性無しの夫にまだ未練がある。
三郎が憧れる女性で、彼の官能的な妄想に登場したことも。
岡野海
演 - 桃井かおり
三郎の前に突然現れた、三郎のはとこ。山形の中学を卒業後、勘当同然で家を飛び出し、行方不明となっていた。以前の職業はピンクキャバレーのホステス。
かなりいい加減な性格で、ことあるごとに問題を起こすトラブルメーカーだが、本人はまったくその自覚がない。自分のことを「わらし（私）」と呼ぶ。
渡辺かすみ
演 - 坂口良子
分田上の仲居で甚吉の一人娘。愛嬌があってルックスも申し分ないが、鳶の頭領の娘であるため気が強い。
基本的に性格は幼く、やや自己中心的。優柔不断な三郎に対してヤキモキしており、自ら大胆な行動に出ることもある。
政吉
演 - 小松政夫
分田上の向こう板（立板）で三郎の先輩格。威勢がよく、偉そうな態度を取ることが多いが実は小心者。狡賢い一面もある。
休憩時間には仲居たちと麻雀に勤しんでおり、その際にはいつも他人の醜聞を話題にする。
正
演 - 小原秀明
分田上の見習板前で三郎の後輩。何事にも好奇心から首を突っ込むタイプだが、年が若いため邪険に扱われることも多い。
政吉、三郎という先輩を差し置いて、彼女がいる模様。
つる子
演 - 姫ゆり子
やえ
演 - 石井富子
ちょう子
演 - 岡野三穂
しん子
演 - 夏海千佳子
上記4名は分田上の仲居たち。つる子は夫の借金問題から18話で分田上を去る。しん子はつる子の後任。
春
演 - 浅野亜子
分田上の御燗番。
半田妻吉
演 - 室田日出男
通称「鬼の半妻」。深川の鳶集団、渡辺組の小頭。強面な上に気性が荒いが、実は強度のマザコンで臆病者。それを利夫に指摘されて大荒れの状態になったことも。三郎とは母親思いという点で相通じるところがある。
以前にかすみと付き合っていたことがあり、かすみに振られたのちもずっと彼女を想い続けてきたが、その想いを断ち切って民子と結婚する。
利夫
演 - 川谷拓三
渡辺組の鳶で31歳、独身。半妻以上に気性が荒く、アルコールが入るとそれがさらにパワーアップして手がつけられないほどの酒乱になる。
海に一目惚れして結婚まで考えるが、彼女の無責任な言動に振り回されてしまい、いつも泣きを見る羽目に。
妹がいるらしいが、器量が自分と瓜二つで、未だ独身であるとのこと。
ヒロシ
演 - 大口広司
光夫
演 - 杵渕正美（第15回）、高月忠（第19回 - ）
上記2名は渡辺組の若衆。いつも半妻や利夫にくっついている。
渡辺甚吉
演 - 加藤嘉
渡辺組の頭領でかすみの父親。鳶としては超一流で、足場を組ませたら彼の右に出る者はいないと言わしめるほどの技量を持つ。
昔馴染みのぎんや秀次に信頼を寄せており、重要な問題が持ち上がるたび分田上に顔を出す。
浅田平吉
演 - 桜井センリ
ミツ子の夫で浅田家の婿養子。義母であるぎんとの折り合いが悪く、家を出て美那子という愛人と一緒にアパートで暮らしている。小説家志望。
栄次
演 - 小鹿番
三郎たちがよく利用する赤ちょうちん「おそめ」の主人。好奇心旺盛な性格で、三郎たちの内緒話にもすぐ首を突っ込む。平吉とは同級生。
岡野次郎兵衛
演 - 大滝秀治
海の父親で元教師。厳格な性格のため海からは嫌われている。
息子のかつおと喧嘩して家を飛び出しそのまま上京する。その際、三郎の部屋に海を尋ねるが…。
半田とめ
演 - 岡嶋艶子
半妻の母親。喫煙者。息子を思うあまり、三郎とかすみの仲を邪魔しようとしたことも。
川辺美那子
演 - 芹明香
平吉と同棲している愛人。三郎と同じ山形県人。成り行きで三郎とキスをしてしまい、そのあと三郎のキスを下手だと言う。
片島一郎
演 - 生井健夫
片島信吾
演 - 下元勉
片島修
演 - 寺田農
上記3名は山形の三郎の兄たち。経済的な事情から益代の面倒を見きれず、兄弟それぞれの家をたらい回しにする。
上京した際は三郎に会いに来るが、いつも母親の話になり喧嘩別れする。
片島益代
演 - 田中絹代（特別出演）
三郎の年老いた母親。1909年生まれの気骨ある女性。息子たちの中でも特に末っ子の三郎がかわいい様子。西城秀樹のファン。
三郎を他の既婚者兄弟と間違える、一度贈った物を数日後に再び贈るなど認知症の症状が出ており、三郎の兄たちの家をたらい回しにされるが、それが原因で蔵王のスキー場のロッジに住み込みで働くようになる。

### ゲスト
第1回
- アパートの女：ジャンボ久世
- ウェイトレス：芳賀まり子
- 刑事・中川：名古屋章
- 巡査・田中：小松方正

第2回
- スナックのマスター：沼田爆
- 小料理屋のおやじ：和沢昌治
- ストリッパー：宝京子

第3回
- 芸者・文江：山吹まゆみ
- 小料理屋の女将：泉よし子
- ヤクザ：大前田武
- 小料理屋の客：叶杏子、田中秀子、殿岡美恵子
- 屋台のおやじ：北島和男

第4回
- スナックのマスター：沼田爆

第5回
- 千代：赤座美代子
- 西川：新田昌玄
- 正江：三条泰子
- 料亭の客：平凡太郎、横山あきお
- 芸者：坂井すみ江、花柳美樹之丞
- 屋台のおやじ：北島和男
- 半玉：笠井うらら

第6回
- 小松の信ちゃん：森蔵人
- 賄婦：岡崎夏子、山川弘子、喜多操
- コック：諏訪和文
- 映画館の男：小山嘉文、杵渕正美
- 酒屋：高木修平

第7回
- 区会議員：嵯峨善兵、松下達夫
- 芸者・文江：山吹まゆみ
- 芸者・春江：藤田ゆみ

第9回
- 宗方：倉石功

第10回
- 僧侶：今村源兵
- 葬儀屋：辻村真人
- 管理人：武智豊子
- 喫茶店の客：河合一光
- 出海久蔵：森塚敏

第11回
- 田上源兵衛：堀雄二
- 関取：団巖、松崎真
- 八百屋：扇谷敏
- 吉乃荘の住人：伊東あつ子、浦山紀子
- 喫茶店のマネージャー：山田博幸
- ヒロシの女友達：谷中洋子

第12回
- 半妻の婚約者の娘：和根崎泉
- 屋台のおやじ：北島和男
- 郵便配達夫：円谷文彦

第13回
- 芸者・ふく丸：戸部夕子
- 連れの男：八代駿
- 酔客：河合一光
- 呼び込みの男：山下望
- 老人：浅野進治郎
- 菊江：来栖あんな

第14回
- 三絃亭古風：三遊亭小円馬
- 屋台のおやじ：北島和男
- ウェイトレス：羽角陽子

第15回
- 三絃亭古風：三遊亭小円馬

第16回
- 岡野かつお：火野正平 - 海の弟で山形の高校生。家出した次郎兵衛を追って上京してくる。
- アパートの管理人：木田三千雄
- 定雄：高月忠
- 鍋屋の板前：河合一光

第18回
- 分田上の客：中台祥浩、久保幸一、小池栄

第19回
- チェリー伊東：木の実ナナ
- 小沢：草野大悟
- 屋台のおやじ：山田博幸

第20回
- 遠藤栄輔：高橋長英
- 倉田よし子：紀比呂子
- 萩乃家の仲居・エリ：立木悠子
- 萩乃家の仲居：絵沢萌子
- 萩乃家の板前：笠井一彦

第21回
- 斉田易断：庄司永建
- 喫茶店の客：睦五郎、陶隆司、和久井節緒、城春樹
- 斉田の母：原ひさ子

第22回
- 木山源太郎：東野孝彦

第23回
- 運転手・田中：内藤安彦
- キャバレーの客：斉藤英雄
- キャバレーのホステス：小川レナ、秋みちる、中野リエ
- ウェイトレス：大内幸子

第24回
- 五十嵐：柳生博
- 田上ふみ：新井みよ子
- 田上源兵衛：堀雄二
- 屋台のおやじ：北島和男
- ウェイトレス：大内幸子

第25回
- 西本民子：丘さとみ - 半妻の婚約者で子連れのバツイチ。間抜けな顔立ちと器量が悪く、幼馴染みの半妻からは「ブス」と呼ばれるが他人の利夫が言うと暴れだす。
- 味楽亭春馬：瀬川菊之亟
- たま：沢村貞子
- 式場の係員：河野みちお
- 鳶・鉄男：杵渕正美

### 放送日程
| 回数             | 放送日         | 脚本              | 演出     |
| ---------------- | -------------- | ----------------- | -------- |
| 第1回            | 1975年10月17日 | 倉本聰            | 田中知己 |
| 第2回            | 10月24日       | 倉本聰            | 吉野洋   |
| 第3回            | 10月31日       | 倉本聰            | 吉野洋   |
| 第4回            | 11月7日        | 倉本聰            | 吉野洋   |
| 第5回            | 11月14日       | 市川森一          | 吉野洋   |
| 第6回            | 11月21日       | 倉本聰            | 吉野洋   |
| 第7回            | 11月28日       | 倉本聰            | 吉野洋   |
| 第8回            | 12月5日        | 倉本聰            | 吉野洋   |
| 第9回            | 12月12日       | 高階有吉          | 吉野洋   |
| 第10回           | 12月19日       | 市川森一          | 田中知己 |
| 第11回           | 12月26日       | 倉本聰            | 高井牧人 |
| 第12回           | 1976年1月2日   | 倉本聰            | 吉野洋   |
| 第13回           | 1月9日         | 金子成人          | 田中知己 |
| 第14回           | 1月16日        | 倉本聰            | 吉野洋   |
| 第15回           | 1月23日        | 倉本聰            | 高井牧人 |
| 第16回           | 1月30日        | 倉本聰            | 高井牧人 |
| 第17回           | 2月6日         | 倉本聰 金子成人   | 吉野洋   |
| 第18回           | 2月13日        | 倉本聰            | 吉野洋   |
| 第19回           | 2月20日        | 金子成人          | 高井牧人 |
| 第20回           | 2月27日        | 金子成人 高階有吉 | 吉野洋   |
| 第21回           | 3月5日         | 倉本聰            | 高井牧人 |
| 第22回           | 3月12日        | 金子成人          | 吉野洋   |
| 第23回           | 3月19日        | 倉本聰            | 高井牧人 |
| 第24回           | 3月26日        | 倉本聰            | 吉野洋   |
| 第25回           | 4月2日         | 倉本聰            | 高井牧人 |
| 第26回（最終回） | 4月9日         | 倉本聰            | 吉野洋   |

## 第2シリーズ
ゲストには大原麗子、岩城滉一、安藤昇らが迎えられた。 

### 配役（第2シリーズ）
片島三郎
演 - 萩原健一
村井秀次
演 - 梅宮辰夫
岡野海
演 - 桃井かおり
竹内かや
演 - 八千草薫
料亭「川波」の女将。物腰柔らかな美人だが、客の注文を板場に通す前に全部忘れてしまうほどのうっかり者でもある。
また非常に子供じみた所があり、自分の娘や仲居たちに対して年甲斐もなく対抗心を剥き出しにすることが多い。その場合、負けるとすぐ拗ねる。
特技は、たとえ話を持ち出して相手を強引に丸め込むこと。
竹内冬子
演 - 木之内みどり
かやの一人娘。高校生だが、登校拒否症であまり学校には行っていない。店が立て込んでいるときは仲居の手伝いをすることもある。
時折突拍子もないことを考える、現在で言う「不思議ちゃん系」だが、なかなかしっかりしている面もあり、自分の母親と口論になると打ち負かすことが多い。
三郎のことを「お兄ちゃん」と呼んで慕うが、特に恋愛感情は抱いていない様子。
渡辺かすみ
演 - 坂口良子
松井アイ子
演 - 高沢順子
政吉がコインランドリーで知り合った女性。政吉に好意を持たれるが…。
政吉
演 - 小松政夫
三宅花恵
演 - 岸田今日子
妻と死別した次郎兵衛の新しい恋人。青山で「トントン」というブティックを経営し、ついでに次郎兵衛のことも「トントン」と呼ぶ。
極度の近視だが、人前では絶対に眼鏡を掛けようとしない。役名は三宅一生と森英恵を合わせたもの。
山口修
演 - 志賀勝
川波に新しく加入した板前。強面の上に寡黙なため、当初は三郎たちから恐れられていたが、実は小心者であることが徐々に判明。
板前の経験が政吉よりも長いため、のちに向こう板に昇格し、政吉と三郎に先輩風を吹かすようになる。仲居の光子といい関係に。
役名は当時流行した楽曲から。
さき
演 - 緋多景子
ふさ子
演 - 今井和子
光子
演 - 藤田淑子
しのぶ
演 - 新井春美
川田京子
演 - 清水まゆみ
北村ハナ
演 - 牧よし子
半田とめ
演 - 岡嶋艶子
以上は川波の仲居たち。中でもさきとふさ子が2大ボスで、それぞれ派閥を形成している。御燗番のハナは病に倒れ、途中から半妻の母親に交代する。
また京子は三郎と同郷の人間で、益代の紹介で途中から加入する。
半田妻吉
演 - 室田日出男
利夫
演 - 川谷拓三
ヒロシ
演 - 大口広司
光夫
演 - 高月忠
栄治
演 - 小鹿番
岡野次郎兵衛
演 - 大滝秀治
鈴木春子
演 - 風吹ジュン
三郎の学生時代の後輩で初恋の女性。顔が浅黒くタヌキに似ているため三郎たちからは「タヌ子」と呼ばれる。東京の美容院に勤める美容師見習い。
街で10年ぶりに三郎に会ったことで、学生時代からずっと持ち続けていた想いが再燃。三郎と付き合うことになるが…。
大山ユミ
演 - 田中えりか
冬子の同級生。グラマーな上に高校生とは思えないほどの大人びた性格で、「お兄ちゃまぁぁぁん」と艶めかしく呼んで、しつこく三郎に迫る。
木下明
演 - 小野武彦
かすみのフィアンセ。商事会社に勤めるエリート・サラリーマン。
加東
演 - 河原裕昌
内藤タケシ
演 - 三浦洋一
以上は三郎の高校時代の友人。加東はテレビ局で働いており、それが縁で半妻たちはドラマ（主演は大原麗子・本人役）に出演することになる。
片島一郎
演 - 生井健夫
片島信吾
演 - 下元勉
片島修
演 - 寺田農
片島益代
演 - 田中絹代

### ゲスト（第2シリーズ）
第1回
- 課長：戸浦六宏
- 巡査：河原崎建三
- 警官：中島元、岸本功

第2回
- 川波の客・田辺：相原巨典
- 酒屋：竹内靖

第3回
- キャバレーのホステス：北美マヤ

第4回
- 刑事：田口精一
- 警官：後藤寛樹
- ウェイトレス：金沢直子
- アパートの管理人：木田三千雄
- 隣室の女：九重ひろ子
- 学生石橋：杵渕正美
- 若い男：清水照夫、畑中猛重、高島志敏
- シャンソン歌手：阿久津総子
- ギタリスト：渡辺廣

第5回
- 課長：戸浦六宏
- 刑事：田口精一
- 初老の男：汐路章
- 男：岩尾正隆
- 中年の男：上田忠好
- 安田刑事：久保幸一
- 牛丼屋のおやじ：中村武巳

第6回
- 渡辺甚吉：加藤嘉
- 木村好江：中村亜子

第7回
- 浅田ミツ子：丘みつ子
- やえ：石井富子
- ちょう子：岡野三穂
- 木下の母：伊東あつ子
- 木下の妹：谷口久美子
- 木下の伯母：飯田テル子、山川弘乃
- 組頭：瀬良明
- 僧侶：今村源兵、三橋洋一、丹羽忠太

第9回
- 前田恵子：山根真由美
- 川波の客：日笠潤一

第10回
- 川島：大木実
- 中川：名和宏
- アパートの管理人：木田三千雄
- 十津中の女将：佳島由季
- 十津中の仲居：吉本選江
- 十津中の板前：畠山善之
- 十津中の客：平田守、名取幸政、山野史人
- ハイヤーの運転手：岡本敏明
- 外車の男：下之坊正道
- 巡査：大塚崇、長克巳、江原正士
- 男：土山登士幸

第11回
- ヒロシの女友達：高峰レイ、染谷美代子、新藤クミ、楠由美
- バーの客：山中康司、小池幸次

第12回
- 松岡冬吉：山内明 - かやが夢中になっている大学教授。妻子持ち。川波の従業員からは「松の字」と陰口を叩かれている。
- 松岡夫人：東恵美子
- 組頭：瀬良明
- ウェイトレス：高田ひとみ

第13回
- 北村和之：小沢弘治
- 北村の妻：長慶子
- 芸者・秀弥：山吹まゆみ
- テレビ局の男：小寺大介
- 歌手：吉田真梨
- 司会者：ラビット関根

第14回
- 三村大三郎：安藤昇（特別出演）
- 白鳥：奥野匡
- 岸田先生：神山寛
- 三村夫人：久松夕子
- 三村国子：藤岡恵子
- 恵子の婚約者：針ヶ谷雄平
- その両親：平野元、島田芳子
- 理容師：塚田国男、渡辺権一

第15回
- 白井文造：成瀬昌彦
- 八百源：三川雄三

第16回
- 宮川力：渡瀬恒彦 - 海の恋人で、彼女からは「リキちゃん」と呼ばれる。極端な人見知りでぶっきらぼうな性格だが、勝負事になると人が変わったように熱くなる。さほど愛してもいない海を妊娠させることになるが…。
- アパートの管理人：木田三千雄
- 君子：鶴間エリ
- 老松：牧村襄
- 駅員：田村元治
- 屋台のおやじ：神田正夫
- ボーイ：山口純平
- 喫茶店の客：高松豊治、大野富久代、河本秀樹

第17回
- 正：小原秀明
- 大竹：長谷川弘
- 牛丼屋の女：岸井あや子

第18回
- 大竹：長谷川弘
- 羽谷医師：垂水悟郎
- 羽谷夫人：中村たつ
- 内藤さよ：三好久子
- 正：小原秀明
- 病院の男：島田敬一
- ラーメン屋の主人：石黒正男
- 料亭「中川」の板前：村北宏二、平岡但望、坂本由英
- 救急隊員：下坂康男、東村元行、山本一人

第19回
- 浅田ぎん：北林谷栄
- 正：小原秀明
- 大竹：長谷川弘
- 看護婦：清水良英
- 屋台のおやじ：北島和男

第20回
- 大原麗子（女優）：大原麗子（特別出演）
- 鈴木健：樋浦勉 - 東京で建設作業員として働いている強面の春子の兄。三郎たちの学生時代の先輩で地元では喧嘩っ早いことで有名だった。三郎に妹のことで釘を刺しに来る。
- アパートの管理人：木田三千雄
- アパートの女：九重ひろ子
- アパートの男：九岡奨詞、大友龍三郎
- 取材の人たち：中村正人、河内喜一郎
- 喫茶店のボーイ：吉村庸

第21回
- 浅田ぎん：北林谷栄
- 宮川の友人・桜：野口貴史
- 医師：加藤和夫
- 警官：永井玄哉
- 看護婦：若松雅子
- レストランのボーイ：松田茂樹

第22回
- 浅田ぎん：北林谷栄
- 医師：加藤和夫
- 看護婦：若松雅子
- 巡査：桐原史雄
- 屋台のおやじ：北島和男

第23回
- 片島寛次：北浦昭義
- 片島英明：富田祐一
- 片島広介：植田敏生
- 片島茂喜：立沢雅人
- 斉藤：殿山泰司
- 伯母：中村美代子
- 純：山田芳一
- 秋葉：日野道夫
- 和尚：福原秀雄、長澤龍禅
- 一郎の妻・とき：小栗由里子
- 信吾の妻・幸子：泉よし子
- 修の妻・弘子：小竹外登美
- 従業員：三由茂、峰田智代、谷口厳
- ホテルの支配人：山田博幸
- ホテルのボーイ：三浦伸六

第24回
- 大山夕介：岩城滉一 - 川波を去る三郎の代わりに板前見習いとしてやって来た青年。
- 斉木：金井大

### 放送日程（第2シリーズ）
| 回数             | 放送日         | 演出     |
| ---------------- | -------------- | -------- |
| 第1回            | 1976年10月15日 | 高井牧人 |
| 第2回            | 10月22日       | 高井牧人 |
| 第3回            | 10月29日       | 吉野洋   |
| 第4回            | 11月7日        | 高井牧人 |
| 第5回            | 11月12日       | 吉野洋   |
| 第6回            | 11月21日       | 吉野洋   |
| 第7回            | 11月26日       | 高井牧人 |
| 第8回            | 12月3日        | 吉野洋   |
| 第9回            | 12月10日       | 高井牧人 |
| 第10回           | 12月17日       | 吉野洋   |
| 第11回           | 12月24日       | 吉野洋   |
| 第12回           | 1977年1月7日   | 吉野洋   |
| 第13回           | 1月14日        | 吉野洋   |
| 第14回           | 1月21日        | 吉野洋   |
| 第15回           | 1月28日        | 吉野洋   |
| 第16回           | 2月4日         | 吉野洋   |
| 第17回           | 2月11日        | 高井牧人 |
| 第18回           | 2月18日        | 高井牧人 |
| 第19回           | 2月25日        | 吉野洋   |
| 第20回           | 3月4日         | 高井牧人 |
| 第21回           | 3月11日        | 高井牧人 |
| 第22回           | 3月18日        | 吉野洋   |
| 第23回           | 3月25日        | 高井牧人 |
| 第24回（最終回） | 4月1日         | 高井牧人 |

## スタッフ
- チーフプロデューサー / 制作：梅谷茂（日本テレビ）
- プロデューサー：清水欣也、武井英彦（日本テレビ）、平島定夫、工藤英博（渡辺企画）
- 脚本：倉本聰、市川森一、高階有吉、金子成人
- 演出：田中知己、吉野洋、高井牧人
- 音楽：井上堯之、速水清司（演奏：井上堯之バンド）
  - 挿入歌：「前略おふくろ」作詞：藤公之介、作曲：森田公一、編曲：井上堯之、歌：萩原健一
- タイトル画：滝田ゆう
- 音楽効果：小川彦一（第1シリーズ）
- 選曲：鈴木清司（第2シリーズ）
- 効果：宮田音響（第2シリーズ）
- 制作協力：生田スタジオ
- 製作：日本テレビ、渡辺企画

## 放送局
特記の無い限り全て放送時間は金曜 21:00 - 21:54、同時ネット。
- 日本テレビ（制作局）
- 札幌テレビ[2]
- 青森放送[3]
- テレビ岩手[3]
- 秋田放送[4]
- 山形放送[5]
- ミヤギテレビ[6]
- 福島中央テレビ：土曜 13:00 - 13:54[6]
- 新潟総合テレビ：土曜 22:00 - 22:54[7]
- 長野放送：水曜 22:00 - 22:54（1976年8月時点）[8]
- 北日本放送[9]
- 福井放送[9]
- 山梨放送[10]
- 中京テレビ[11]
- よみうりテレビ[12]
- 日本海テレビ[13]
- 西日本放送[14]
- 広島テレビ[14]
- 山口放送[15]
- 四国放送[16]
- 南海放送[15]
- 高知放送[15]
- 福岡放送[17]
- 熊本放送：水曜 22:00 - 22:54（1976年8月時点）[18]
- テレビ大分：土曜 14:45 - 15:40[15]
- テレビ宮崎：水曜 16:00 - 16:55（1976年8月時点）[19]
- 鹿児島テレビ[20]
- 琉球放送：日曜 17:30 - 18:24[21]

## 関連作品
- 拝啓、父上様（2007年 フジテレビ系） - 二宮和也主演によるリブート作品。脚本は本作と同じ倉本聰、女将役に八千草薫や板前役の梅宮辰夫など同じ職業を演じる。料亭を舞台とし、大女将、若女将をはじめ、板前の頭である花板、二番板前である向う板、主人公となる三番板前、そして、4番目の板前見習いと、登場人物の設定も本作と類似している。

## エピソード
- 第2シリーズ最終回の前回は三郎の母・益代の告別式のシーンが描かれているが、その益代役を演じた田中絹代は最終回放送日の11日前に67歳で死去している。
- また、同最終回では倉本聰の「ドラマに携わっているものはみな僚友、肩書なんぞ関係ない」という意向から、番組のラストで脚本の倉本本人をはじめ出演者、制作者、裏方などのエンドロールが異例とも言うべき肩書・役名なしの五十音順でクレジットされた。
- 一般的には無名だった川谷拓三の抜擢は、この年のゴールデンウィークに公開された深作欣二監督の東映映画『県警対組織暴力』の劇中での有名な川谷拓三への取調室での暴行シーンを観た萩原が「共演したい」とプロデューサーを通じてオファーしたもの[22]。
- 渡辺プロダクションは、バラエティ部門では井原高忠との対立から日本テレビへの出演を大幅に縮小させていたが、本作はその子会社である渡辺企画との共同制作であることから、ドラマ部門はその影響を受けていなかったことがうかがえる。
- 1991年頃、フジテレビ『とんねるずのみなさんのおかげです』で本作のパロディコントが演じられたが、三郎役の石橋貴明、海役の木梨憲武、次郎兵衛役の関根勤以外、八千草薫、梅宮辰夫、室田日出男、川谷拓三、火野正平、坂口良子、小松政夫らオリジナルキャストが脇を固める豪華パロディとなった。
- フジテレビのテレビアニメ『こちら葛飾区亀有公園前派出所』では、第293話「両さん熱愛宣言！？」（2003年7月20日放送）にて、主人公・両津勘吉巡査長の見合い場所が池のある庭を持つ、小料理屋「分田上」で行われた。
- 2017年度前半放送のNHK連続テレビ小説『ひよっこ』では、ヒロインが「お父さん（お母さん）」の出だしで語るモノローグがあったり、ヒロインが洋食屋で働いていることから、本作をオマージュさせる[23] [24]という評価がある。
- 漫画『ドカベン』（水島新司の漫画作品）において、山田太郎たちが高校2年の春の甲子園大会で、明訓高校の試合を観戦しているライバルキャラの谷津吾朗が繰り返し、「拝啓、土門さん」「前略、土門さま」「前略、土門さん」等と心の中で先輩の土門剛介に語り掛ける場面がある。漫画連載は1977年ごろである。

## 前後番組
| 日本テレビ系 金曜劇場（1975.10-1976.4） | 日本テレビ系 金曜劇場（1975.10-1976.4） | 日本テレビ系 金曜劇場（1975.10-1976.4） |
| 前番組                                  | 番組名                                  | 次番組                                  |
| --------------------------------------- | --------------------------------------- | --------------------------------------- |
| ちんどんどん                            | 前略おふくろ様（第1シリーズ）           | あがり一丁!                             |
| 日本テレビ系 金曜劇場（1976.10-1977.4） |                                         |                                         |
| あがり一丁!                             | 前略おふくろ様（第2シリーズ）           | ちちんぷいぷい                          |